# Lasiopsis sahlbergi
Lasiopsis sahlbergi är en skalbaggsart som beskrevs av Mannerheim 1849. Lasiopsis sahlbergi ingår i släktet Lasiopsis och familjen Melolonthidae. Inga underarter finns listade i Catalogue of Life.